# CENPBD1
CENPBD1 (англ. CENPB DNA-binding domain containing 1) – білок, який кодується однойменним геном, розташованим у людей на 16-й хромосомі. Довжина поліпептидного ланцюга білка становить 187 амінокислот, а молекулярна маса — 21 052.
| 10         |  | 20         |  | 30         |  | 40         |  | 50         |
| ---------- |  | ---------- |  | ---------- |  | ---------- |  | ---------- |
| MPGERPTDAT |  | VIPSAKRERK |  | AITLDLKLEV |  | LRRFEAGEKL |  | SQIAKALDLA |
| ISTVATIRDS |  | KEKIKASSQI |  | ATPLRASRLT |  | RHRSAVMESM |  | EQLLSLWLED |
| QSQPNATLSA |  | AIVQEKAEFD |  | DLQREHGEGS |  | QTERFHASQG |  | WLVRFKECHC |
| LPHFKMNSAA |  | PSNKDMYTEM |  | LKSIIEEGEY |  | TPQVSLT    |  |            |

A: Аланін

C: Цистеїн

D: Аспарагінова кислота

E: Глутамінова кислота

F: Фенілаланін

G: Гліцин

H: Гістидин

I: Ізолейцин

K: Лізин

L: Лейцин

M: Метіонін

N: Аспарагін

P: Пролін

Q: Глутамін

R: Аргінін

S: Серин

T: Треонін

V: Валін

W: Триптофан

Білок має сайт для зв'язування з ДНК. 
Локалізований у ядрі.